# Фаррант, Джилл
Джилл Фаррант (Jill M. Farrant; род. 5 декабря 1960) — южноафриканский молекулярный физиолог, ботаник, пионер в области молекулярной и клеточной биологии растений, специалист по воскрешающимся растениям (см. Resurrection plant).
Доктор философии (1992), профессор Кейптаунского университета, где трудится с 1994 года, член Всемирной академии наук (TWAS), Академии наук ЮАР и Королевского общества ЮАР.
Отмечена L'Oréal-UNESCO Award for Women in Science (2012). Президент Южноафриканской ассоциации ботаников с 2009 по 2010 год.
Дочь фермера, выросла в Лимпопо.
Первоначально хотела стать врачом, но затем остановила свой выбор на морской биологии.
Докторскую степень получила по ботанике — в 1992 году.
Страдала от алкоголизма.
Опубликовала более 110 рецензированных статей в ведущих журналах.
Награды и отличия
- Harry Oppenheimer Fellowship Award[англ.] (2009)
- Department of Science and Technology’s (DST) Distinguished Woman in Science Award (2010)
- L'Oréal-UNESCO Award for Women in Science (2012)[3]
- Erna-Hamburger-Preis[нем.] (2015)